# Klubi Futbollit Naftëtari Kuçovë
Il Klubi Futbollit Naftëtari Kuçovë è una squadra di calcio albanese fondata nel 1926 a Kuçovë. Nella sua storia ha disputato prevalentemente campionati minori con qualche apparizione nella massima serie del campionato albanese di calcio. Nella stagione 2024-2025 milita in Kategoria e Dytë, terzo livello calcistico albanese

## Storia
Il club è stato fondato nel 1926 e l'anno successivo viene ammesso nel primo livello nazionale. Conclude il campionato con una retrocessione in seconda serie.

## Palmarès

### Competizioni nazionali
- Kategoria e Parë: 1

1972-1973

### Altri piazzamenti
- Kategoria e Parë:

Secondo posto: 1963-1964, 1964-1965, 1968, 1977-1978, 1987-1988
- Kategoria e Dytë:

Secondo posto: 2016-2017

## Stadio
Il club gioca i suoi incontri casalinghi nello Stadiumi Bashkim Sulejmani, impianto dotato di 5.000 posti.